# Гањ
Гањ (слч. Gáň) насељено је мјесто са административним статусом сеоске општине (слч. obec) у округу Галанта, у Трнавском крају, Словачка Република.

## Становништво
| Година:    | 1994. | 2004.    | 2014.    | 2024.    |
| ---------- | ----- | -------- | -------- | -------- |
| Број људи: | 620   | 695      | 780      | 885      |
| Разлика:   |       | +12,09 % | +12,23 % | +13,46 % |

| Година:    | 2023. | 2024.   |
| ---------- | ----- | ------- |
| Број људи: | 882   | 885     |
| Разлика:   |       | +0,34 % |

Према подацима о броју становника из 2024. године насеље је имало 885 становника.